# Elezioni presidenziali provvisorie nella Repubblica di Cina del 1912
Le elezioni presidenziali della Repubblica di Cina del 1912 si tennero il 15 febbraio e il 20 febbraio, rispettivamente per la designazione del presidente e del vicepresidente della Repubblica di Cina. Le elezioni ebbero luogo a Nanchino.
Dopo la rivolta di Wuchang il 10 ottobre 1911, Yuan Shikai, il potente ufficiale militare fu riconfermato per guidare l'esercito Beiyang dalla corte Qing. Yuan si rese conto che i giorni dei Manciù erano contati e decise di istituire lui stesso un governo. Attaccò i rivoluzionari per mostrare il suo potere ma lasciò aperte le trattative. Dopo che i rivoluzionari gli promisero la presidenza, costrinse la corte Qing ad abdicare. Il 12 febbraio 1912, il tribunale autorizzò Yuan a organizzare un governo repubblicano provvisorio. Tre giorni dopo, il presidente provvisorio in carica Sun Yat-sen si dimise e invitò l'Assemblea nazionale a eleggere Yuan.
Yuan Shikai e Li Yuanhong furono eletti rispettivamente come presidente e vicepresidente. Yuan giurò il 10 marzo 1912 e trasferì al governo a Pechino.

## Riepilogo del voto
| Candidati   | Candidati      | Partito      | Voti | %   |
| Presidente  | Vicepresidente | Partito      | Voti | %   |
| ----------- | -------------- | ------------ | ---- | --- |
| Yuan Shikai | Li Yuanhong    | Indipendente | 17   | 100 |
| Totale      | Totale         | Totale       | 17   | 100 |